# Pedro Acacio Sandoval
Pedro Acacio Sandoval (Villarrobledo, Albacete, 1870 - Villarrobledo, 28 de juliol de 1936) fou un polític espanyol.
Pedro Acacio y Sandoval nasqué a Villarrobledo el 1870, pertanyia a una de les famílies benestants de la ciutat. Casat amb Mery de la Peña Acacio, propietari del Diario de Albacete, diputat agrari el 1933 i després de la CEDA.

## Biografia
Durant el seu primer període d'activitat política va ser monàrquic conservador, presidint la Diputació d'Albacete entre el 4 de maig de 1915 i l'1 de maig de 1917.
En 1931, el 29 de gener, va prendre possessió com a regidor de Villarrobledo, localitat de la qual va arribar a ser alcalde. Amb l'arribada de la Segona República Espanyola es va presentar per primera vegada a diputat en Corts com a agrari independent, però no fou escollit. No obstant això, a les eleccions generals espanyoles de 1933 va aconseguir un escó després de presentar la seva candidatura per Unió Agrària Provincial. A les eleccions generals espanyoles de 1936 fou reelegit com a candidat de la CEDA al costat d'Antonio Bernabeu Yeste, d'Acció Popular, i Mateo Sánchez Rovira, del Partit Agrari, dins de la candidatura del Centredreta.
Va morir en començar de la Guerra Civil, afusellat al cementiri de Villarrobledo la nit del 27 al 28 de juliol de 1936.